# Scheppingsorde
Onder scheppingsorde (voorheen scheppingsordinantiën) verstaat men de levensverbanden waarin God in schepping en onderhouding van de wereld structuur heeft aangebracht en die Hij ook na de zondeval handhaaft. Vaak wordt gedacht dat deze scheppingsorde op alle mensen van toepassing is, dus niet alleen op christenen. De scheppingsorde wordt verschillend uitgelegd. Zij kan de volgende zaken omvatten: het culturele mandaat, inclusief huwelijk en voortplanting (Genesis 1:28), het arbeidsmandaat (Genesis 2:15) en de sabbat (Genesis 2:3). Het begrip wordt vaak aangehaald bij ethische discussies binnen het christendom.

## Scheppingsorde in de Bijbel

### Genesis 1-3
Genesis 1 maakt duidelijk dat ieder mens het beeld van God is, zowel man als vrouw. Man en vrouw zijn in gelijke mate geschapen als beeld van God en daarmee dus ook principieel gelijkwaardig (Genesis 1:27). In Genesis 2:18 staat beschreven hoe God voor een ‘hulp’ zorgt voor Adam. Het woord 'hulp' kan men ook vertalen met tegenover/wederhelft. Het woord ‘hulp’ wijst niet op ondergeschiktheid. God zelf wordt immers in het Oude Testament vaak een ‘hulp’ genoemd. Dat Adam aan zijn vrouw een naam geeft, laat wel zien dat Adam autoriteit heeft.
Voor de discussie over de scheppingsorde is Genesis 3:16 van belang:
Tegen de vrouw zei Hij:
Ik zal uw moeite in uw zwangerschap zeer groot maken;
met pijn zult u kinderen baren.
Naar uw man zal uw begeerte uitgaan,
maar hij zal over u heersen. (Herziene Statenvertaling, HSV)
De Statenvertaling leest 'en hij zal over u heersen'. 'Critici suggereren dat de verandering van "en" in "maar" een ongerechtvaardigde betekenisverandering tot gevolg heeft. De HSV erkent de betekenisverandering, maar acht deze noodzakelijk. Het heeft alles te maken met de diepere betekenis van het woord begeerte in de hieraan voorafgaande regel. De Statenvertaling leest dit begrip als een verlangen om zich aan de ander te onderwerpen. In Hooglied 7:10 heeft dit woord die betekenis echter niet en is het juist een verlangen van twee geliefden om dicht bij de ander te zijn. De herzieners zijn van mening dat dit ook de betekenis van begeerte in Genesis 3:16 is. De vrouw zal verlangen naar de nabijheid van haar man, maar hij zal gezag over haar hebben en niet andersom. In meer overdrachtelijke zin vinden we deze betekenis ook in Genesis 4:7. Daar is het de zonde (en niet Abel!) die ernaar “verlangt” om grip op Kaïn te krijgen. Dit verklaart ook het de tegenstelling die door het voegwoordje maar opgeroepen wordt.'
Het is de vraag of het heersen van de man over de vrouw een gevolg van de (vloek van de) zondeval is of dat het tot de scheppingsorde behoort. En wanneer dit 'heersen' bij de scheppingsorde hoort, is het de vraag of dat heersen beperkt is tot het huwelijk of dat het hier om het heersen van de man (in het algemeen) over de vrouw (in het algemeen) buiten het huwelijk om.

### Huwelijk, man en vrouw
Jezus wijst in het debat met de Joodse leiders over huwelijk en echtscheiding het geven van een scheidbrief af met een beroep op Genesis 2 (zie Matteüs 19:4-6): een regel dus voorafgaande aan de zondeval. Echtscheiding is ongeoorloofd omdat wij niet mogen scheiden wat God heeft samengevoegd. Daarbij verwijst Jezus naar Genesis 2:24.
De apostel Paulus fundeert enkele opvattingen over de plaats van mannen en vrouwen in de scheppingsorde en verwijst vervolgens naar het feit dat Adam eerst geschapen is en van God de positie van hoofd heeft ontvangen. Eva heeft als roeping haar man als helper bij te staan. Het woord 'hoofd' kan niet (uitsluitend) gelezen worden als 'leider' of 'gezagsdrager'. Een 'hoofd' hoort bij een 'lichaam', het gaat hier ook om een eenheid. Over de aanwezigheid van een scheppingsorde en de betekenis vandaag de dag verschillen de meningen.
In 1 Korinthe 11:14-15 wijst de apostel Paulus het gedekt bidden door mannen en lange haardracht bij mannen af. Hij beroept zich hier op 'de natuur' (HSV). Sommige verklaarders stellen dat Paulus zich aan de gewoonte van zijn Griekse lezers aansluit, die min of meer van de Hebreeuwse gebruiken afweek. Anderen stellen dat dit onwaarschijnlijk is, omdat Paulus verwijst naar onveranderlijke scheppingsfeiten.

### Week
Er wordt beweerd dat de week van zeven dagen een bijzondere scheppingsordening is. In het bijbelboek Genesis wordt de grondslag gelegd voor het sabbatsgebod, wanneer gezegd wordt dat God op de zevende dag rustte. Opvallend is dat niet de schepping van de mens, maar de rustdag het hoogtepunt is. Later geeft Mozes de Tien geboden. Het vierde gebod Zes dagen zult u arbeiden en al uw werk doen wordt toegelicht met: maar de zevende dag is de sabbat van de HEERE, uw God. Dan zult u geen enkel werk doen (...). Want in zes dagen heeft de HEERE de hemel en de aarde gemaakt, de zee, en al wat erin is, en Hij rustte op de zevende dag (Exodus 20:9-11). Deze scheppingsordening laat echter zien dat het een scheppingsordening niet absoluut is, want de kerk heeft na Pinksteren de sabbat ingeruild voor de dag van Heer, de eerste dag van de week.

## Scheppingsorde in de theologie
Abraham Kuyper stelde dat er ook genade buiten de kerk te vinden is. Ze heeft niet zozeer betrekking op het eeuwig heil, maar ze bestaat hierin dat er voor de wereld levensverbanden geschapen zijn, waardoor God nog altijd zorgdraagt voor de gevallen wereld en haar bewaart voor verdere doorwerking van verderf als gevolg van de zonde. Kuyper noemde dit de Gemeene Gratie, ofwel: de algemene genade van God. Deze strekte zich heel breed uit, feitelijk over het hele menselijke bestaan, dus niet alleen over huwelijk en gezin, maar ook over school, opvoeding, werk, staat en overheid.
Dietrich Bonhoeffer spreekt niet van een scheppingsorde, maar van scheppingsmandaten, dat zijn volgens hem opdrachten van de Schepper gegeven. Hij noemt er vier: de arbeid, de instelling van het huwelijk en het gezin, de overheid en de Kerk.
Volgens Oliver O'Donovan kan men de oorspronkelijke scheppingsorde alleen kennen door Christus. Door de zondeval is de scheppingsorde aangetast, als mede de menselijke waarneming van deze scheppingsorde. Door de opstanding van Jezus Christus wordt deze orde echter bevestigd. Het verlossende werk van de heilige Geest geeft volgens hem weer toegang tot de ware kennis van de werkelijkheid. Hierdoor kan men volgens hem weer morele overtuigingen hebben.

## Scheppingsorde als argument
Het beroep op scheppingsordeningen kan iets gevaarlijks hebben. Het is niet juist, te menen dat iemand uit het natuurlijk, biologisch verloop van de dingen de morele beginselen af zou kunnen lezen. Met scheppingsordeningen wordt geen natuurrecht bedoelt. Dat is ook niet mogelijk omdat de zondeval als breuk tussen de ongeschonden schepping en de gevallen schepping in staat. Wie het goede en Gods wil meent te kunnen aflezen uit het zijn van de dingen, gaat uit van de veronderstelling dat alles in de kosmos in harmonie is. Dan neemt men echter de zondeval niet serieus.
Zo werd in Zuid-Afrika de apartheid gerechtvaardigd met het begrip scheppingsorde. Men stelde dat er een door God gegeven ordening zou zijn van aparte etnische groepen en volken. In nazi-Duitsland werd door lutherse theologen het regime gelegitimeerd met het begrip scheppingsorde. Mede door dit soort gedachtepatronen is het denken over scheppingsorde in diskrediet geraakt.
De scheppingsorde speelt een rol bij de discussies over de positie van man en vrouw, huwelijk, moederschap en seksualiteit, haardracht en hoofdbedekking en het klonen van mens (en dier).
In veel discussies over de scheppingsorde worden twee belangrijke aspecten van deze orde genoemd. Allereerst de hiërarchische positie van de man ten opzichte van de vrouw (man als hoofd van de vrouw) en daarnaast het verschil in roeping van man (werk en samenleving) en vrouw (gezin en moederschap).
Abraham Kuyper stelde vanwege deze twee aspecten dat de man was geroepen om in het publieke leven (werk, samenleving) te dienen en de vrouw in het private leven (huisgezin, moederschap). Herman Bavinck daarentegen beperkte, met beroep op Genesis 2, het hoofd zijn van de man en de onderdanigheid van de vrouw tot de huwelijksrelatie.

## Jodendom en islam
Hoewel de voorbeelden in de voorgaande alinea's met name aan het (reformatorische) christendom ontleend zijn, spelen dezelfde onderwerpen ook in het jodendom en de islam.

## Discussiepunten
De individuele antwoorden op opgeworpen vragen bij dit onderwerp zijn voor een groot deel afhankelijk van de persoonlijke antwoorden op vragen die in de godsdienstfilosofie aan de orde komen. Dit maakt het gesprek over en inzicht in deze onderwerpen niet makkelijker.